# Derambila saponaria
Derambila saponaria är en fjärilsart som beskrevs av Achille Guenée 1858. Derambila saponaria ingår i släktet Derambila och familjen mätare. Inga underarter finns listade i Catalogue of Life.